# Humanistisk pædagogik
Humanistisk pædagogik er en retning inden for den moderne pædagogik, der lægger vægt på det hele og frie menneske og har fokus på menneskets dannelse og menneskelige værdier.
Udgangspunktet er det humanistiske menneskesyn, som siger, at mennesket ikke bare er biologi eller økonomi men et frit og bevidst væsen.
Den humanistiske pædagogik har rødder tilbage til filosofien i renæssancen. Den er i en snæver forstand baseret på humanistisk psykologi og blev grundlagt af Carl Rogers . I en bredere forstand regnes Rudolf Steiner og Marie Montessori også med til tilgangen.
Tilgangen er især en modsætning til naturalisme og neurovidenskab og lægger vægt på det hele menneske. Elevens vækst og frie valg er vigtige.